# Campeonato Sul-Americano de Hóquei sobre a grama Masculino de 2006
O Campeonato Sul-Americano de Hóquei sobre a grama Masculino de 2006 foi a segunda edição deste torneio, administrado e patrocinado pela Federação Pan-Americana de Hóquei (PAHF). A sede deste evento foi a Argentina, com as partidas sendo realizadas em Buenos Aires, sua capital, como parte do programa dos VIII Jogos Sul-Americanos.
Os argentinos conquistaram o bi-campeonato desta competição.

## Regulamento e participantes
O Campeonato Sul-Americano de 2006 teve duas fases de disputa.
Na primeira, adotou-se o sistema de pontos corridos. Todos os participantes se enfrentaram em turno único, totalizando quatro partidas para cada em cinco rodadas. Os posicionamentos finais determinaram as decisões da fase final, sendo estas a do terceiro lugar e a disputa pelo título.
Cinco países estiveram presentes nesta competição, sendo eles Argentina, Brasil, Chile, Peru e Uruguai. O Paraguai estava listado para participar, mas declinou.

### Eliminatórias para os Jogos Pan-Americanos de 2007
Este torneio serviu como eliminatória para os Jogos Pan-Americanos de 2007, que foram celebrados na cidade do Rio de Janeiro. Os brasileiros já estavam qualificados por sediarem o evento.
As quatro seleções restantes disputaram duas vagas à citada competição pan-americana.

### Controvérsia
Com a mudança de sede dos Jogos Sul-Americanos, antes outorgado para a capital boliviana La Paz (que declinou a realização do evento por questões internas), a Organização Desportiva Sul-Americana (ODESUR) fez um novo pleito de candidaturas, na qual Buenos Aires derrotou as cidades de Cuenca (Equador) e Lima (Peru). Com isso, a capital argentina teve um ano para se preparar, visando poder receber os Jogos Sul-Americanos de 2006.
Esportes como futebol, vôlei e basquete já estavam no grupo dos ausentes. Visando evitar que isto ocorresse com o hóquei sobre a grama, a ODESUR autorizou que as partidas dos Jogos Sul-Americanos valessem, igualitariamente, para a segunda edição do Campeonato Sul-Americano deste esporte.

## Jogos
Seguem-se, abaixo, as partidas realizadas nesta competição.

### Primeira Fase
1ª rodada
| 9 de novembro |     |      |         |  |  |
| Uruguai       | 3–1 | Peru | Reporte |  |  |

| 9 de novembro |     |        |         |  |  |
| Chile         | 9–1 | Brasil | Reporte |  |  |

2ª rodada
| 11 de novembro |     |       |         |  |  |
| Uruguai        | 0–6 | Chile | Reporte |  |  |

| 11 de novembro |     |           |         |  |  |
| Peru           | 0–9 | Argentina | Reporte |  |  |

3ª rodada
| 12 de novembro |      |       |         |  |  |
| Peru           | 0–10 | Chile | Reporte |  |  |

| 12 de novembro |      |        |         |  |  |
| Argentina      | 15–0 | Brasil | Reporte |  |  |

4ª rodada
| 14 de novembro |     |        |         |  |  |
| Peru           | 2–0 | Brasil | Reporte |  |  |

| 14 de novembro |     |           |         |  |  |
| Uruguai        | 0–7 | Argentina | Reporte |  |  |

5ª rodada
| 16 de novembro |     |         |         |  |  |
| Brasil         | 2–4 | Uruguai | Reporte |  |  |

| 16 de novembro |     |           |         |  |  |
| Chile          | 0–0 | Argentina | Reporte |  |  |

#### Classificação final - Primeira Fase
| Equipe    | Pts | J | V | E | D | GF | GC | Saldo |
| --------- | --- | - | - | - | - | -- | -- | ----- |
| Argentina | 10  | 4 | 3 | 1 | 0 | 31 | 0  | +31   |
| Chile     | 10  | 4 | 3 | 1 | 0 | 25 | 1  | +24   |
| Uruguai   | 6   | 4 | 2 | 0 | 2 | 7  | 16 | -9    |
| Peru      | 3   | 4 | 1 | 0 | 3 | 3  | 22 | -19   |
| Brasil    | 0   | 4 | 0 | 0 | 4 | 3  | 30 | -27   |

- Convenções: Pts = pontos, J = jogos, V = vitórias, E = empates, D = derrotas, GF = gols feitos, GC = gols contra, Saldo = diferença de gols.
- Critérios de pontuação: vitória = 3, empate = 1, derrota = 0.
- Argentina e Chile asseguraram presença nos Jogos Pan-Americanos de 2007.

### Fase Final

#### Disputa do 3º lugar
| 19 de novembro |                |      |         |  |  |
| Uruguai        | 0–0 (pen: 0-3) | Peru | Reporte |  |  |

#### Disputa do título
| 19 de novembro |     |       |         |  |  |
| Argentina      | 6–0 | Chile | Reporte |  |  |

## Título
| Campeonato Sul-Americano de 2006 Hóquei sobre a grama masculino |
| --------------------------------------------------------------- |
| Argentina Campeão (2º título)                                   |